# Апостольский нунций на Гаити
Апостольский нунций в Республике Гаити — дипломатический представитель Святого Престола на Гаити. Данный дипломатический пост занимает церковно-дипломатический представитель Ватикана в ранге посла. Как правило, на Гаити апостольский нунций является дуайеном дипломатического корпуса, так как Гаити — католическая страна. Апостольская нунциатура на Гаити была учреждена на постоянной основе в конце XIX века. Её штаб-квартира находится в Порт-о-Пренсе.
В настоящее время Апостольским нунцием на Гаити является архиепископ, назначенный Папой Львом XIV.

## История
Апостольская делегатура на Гаити была учреждена в XIX веке.
В 1915 году она была возведена в ранг Апостольской интернунциатуры.
Апостольская нунциатура была создана 17 октября 1930 года, на территории изъятой из юрисдикции апостольской делегатуры Антильских островов. 10 августа 1938 года, в соответствии с декретом Decreto Antillarum Священной Конгрегации по чрезвычайным церковным делам, была упразднена апостольская делегатура Антильских островов и в то же время были назначены апостольский нунций на Гаити, на острове Пуэрто-Рико, и на всех Малых Антильских островах (за исключением областей зависимых от апостольской делегатуры в Каракасе).

## Апостольские нунции на Гаити

### Апостольские делегаты
- Джозеф Росати, C.M. — (30 апреля 1841 — 25 сентября 1843);
- Джованни Монетти — (30 октября 1860 — 1861);
- Мартиаль-Гийом-Мари Тестар дю Коскер — (29 ноября 1861 — 1 октября 1863 — назначен архиепископом Порт-о-Пренса);
- Рокко Коккья, O.F.M. Cap. — (28 июля 1874 — 9 августа 1883 — назначен архиепископом Отранто);
- Бернардино ди Милья, O.F.M. Cap. — (13 мая 1884 — 4 июня 1891 — назначен епископом Ларино);
- Спиридон-Сальваторе-Константино Бухаджар, O.F.M. Cap. — (8 января 1891 — 10 августа 1891);
- Джулио Тонти — (10 августа 1892 — 24 февраля 1893 — назначен апостольским администратором Порт-о-Пренса).

### Апостольские интернунции
- Франческо Керубини — (9 декабря 1915 — 2 марта 1920 — назначен апостольским нунцием в Югославии);
- Джордж Джозеф Каруана — (28 января 1927 — сентябрь 1930).

### Апостольские нунции
- Джузеппе Фьетта — (23 сентября 1930 — 12 августа 1936 — назначен апостольским нунцием в Аргентине);
- Маурильо Сильвани — (24 июля 1936 — 23 мая 1942 — назначен апостольским нунцием в Чили);
- Альфредо Пачини — (23 апреля 1946 — 23 апреля 1949 — назначен апостольским нунцием в Уругвае);
- Франческо Лардоне — (21 мая 1949 — 21 ноября 1953 — назначен апостольским нунцием в Перу);
- Луиджи Раймонди — (24 декабря 1953 — 15 декабря 1956 — назначен апостольским делегатом в Мексике);
- Доменико Энричи — (30 января 1958 — 5 января 1960 — назначен апостольским интернунцием в Японии);
- Джованни Феррофино — (8 февраля 1960 — 3 ноября 1965 — назначен апостольским нунцием в Эквадоре);
- Мари-Жозеф Лемьё, O.P. — (16 сентября 1966 — 30 мая 1969 — назначен апостольским про-нунцием в Индии);
- Луиджи Барбарито — (11 июня 1969 — 5 апреля 1975 — назначен апостольским про-нунцием в Нигере);
- Луиджи Конти — (1 августа 1975 — 19 ноября 1983 — назначен апостольским про-нунцием в Ираке);
- Паоло Ромео — (17 декабря 1983 — 24 апреля 1990 — назначен апостольским нунцием в Колумбии);
- Джузеппе Леанца — (3 июля 1990 — 4 июня 1991 — назначен апостольским про-нунцием в Малави);
- Лоренцо Бальдиссери — (15 января 1992 — 6 апреля 1995 — назначен апостольским нунцием в Парагвае);
- Кристоф Пьер — (12 июля 1995 — 10 мая 1999 — назначен апостольским нунцием в Уганде);
- Луиджи Бонацци — (19 июня 1999 — 30 марта 2004 — назначен апостольским нунцием на Кубе);
- Марио Джордана — (27 апреля 2004 — 15 марта 2008 — назначен апостольским нунцием в Словакии);
- Бернардито Клеопас Ауса — (8 мая 2008 — 2 июля 2014 — назначен постоянным наблюдателем Святого Престола при Организации Объединённых Наций);
- Юджин Мартин Наджент — (10 января 2015 — 7 января 2021 — назначен апостольским нунцием в Катаре и Кувейте);
- Франсиско Эскаланте Молина — (4 июня 2021 — 25 января 2024 — назначен апостольским нунцием в Японии).